# Fernando Niño de Guevara
Fernando Niño de Guevara né en 1541 à Tolède et mort à Séville le 8 janvier 1609 est un cardinal espagnol.
Il fut inquisiteur général de l'Espagne de 1599 à 1602.

## Biographie
Fernando Niño de Guevara  étudie à l'université d'Alcala de Henares. Il entre dans la cour du roi Philippe II et est auditeur à la chancellerie de Valladolid, membre du conseil royal de Castille et président de la chancellerie de Grenade.
Le pape Clément VIII le crée cardinal lors du consistoire du 5 juin 1596. Le cardinal Niño de Guevara est inquisiteur général de l'Espagne de 1599 à 1602. Il est nommé administrateur apostolique de Séville et archevêque titulaire de Philippes (de) en 1599 et transféré à l'archidiocèse de Séville en 1601.
Il ne participe pas aux deux conclaves de 1605 (élection de Léon XI et de Paul V).
Son portrait, peint par Le Greco en 1600, est conservé à New York au Metropolitan Museum of Art depuis 1929.